# Novomîkolaivka, Prîazovske
Novomîkolaivka (în ucraineană Новомиколаівка) este un sat în comuna Voskresenka din raionul Prîazovske, regiunea Zaporijjea, Ucraina.

## Demografie
Componența lingvistică a localității Novomîkolaivka
     Ucraineană (85,71%)
     Rusă (10,08%)
Conform recensământului din 2001, majoritatea populației localității Novomîkolaivka era vorbitoare de ucraineană (85,71%), existând în minoritate și vorbitori de rusă (10,08%).